# Pastoralis praeeminentiae
Pastoralis praeminentie ist eine päpstliche Bulle von Papst  Clemens V., sie datiert vom 22. November 1307 und ist an alle weltlichen Herrscher  Europas gerichtet. 
Der Papst ordnete die Verhaftung der Templer an, er lobte den französischen König Philipp IV. der Schöne, der mit großem Beispiel vorangegangen sei. Nun wies er alle  Fürsten an, die Mitglieder des  Templerordens zu verhaften und deren Güter zu beschlagnahmen. Mit dieser Bulle hatte Clemens V. den Grundstein zur Ordensaufhebung gelegt, die dann mit der Bulle Vox in excelso vollzogen wurde und mit der Bulle Ad providam zur Vermögensaufhebung führte.